# Vlag van Deventer

Vlag van de gemeente Deventer

Onofficiële vlag van Deventer

De vlag van Deventer is op 25 september 1997 bij raadsbesluit vastgesteld als officiële vlag van de Overijsselse gemeente Deventer. De vlag kan als volgt worden beschreven:
Twee banen van gelijke hoogte in wit en rood, met over het geheel een zwarte adelaar met rode poten, bek en tong.
De kleuren zijn afkomstig van het wapen van de bisschop van Utrecht die in Deventer een residentie bezat; de adelaar uit het wapen van Deventer.

## Eerdere vlag
Totdat de officiële vlag van Deventer werd aangenomen gebruikte de gemeente een vlag met twee banen in wit en rood. Deze vlag was nooit officieel als gemeentevlag vastgesteld.
De kleuren waren afkomstig van het wapen van de bisschop van Utrecht.

### Verwante afbeeldingen

Wapen van Deventer
Wapen van het aartsbisdom Utrecht

Almelo 
· Borne 
· Dalfsen 
· Deventer 
· Dinkelland 
· Enschede 
· Haaksbergen 
· Hardenberg 
· Hellendoorn 
· Hengelo 
· Hof van Twente 
· Kampen 
· Losser 
· Oldenzaal 
· Olst-Wijhe 
· Ommen 
· Raalte 
· Rijssen-Holten 
· Staphorst 
· Steenwijkerland 
· Tubbergen 
· Twenterand 
· Wierden 
· Zwartewaterland 
· Zwolle